# Memphis, Tennessee (nummer)
Memphis, Tennessee (vaak verkort tot Memphis) is een liedje dat geschreven en op de plaat gezet is door de Amerikaanse zanger Chuck Berry in 1959. Het nummer is in de loop der jaren gecoverd door tientallen andere artiesten, onder wie Elvis Presley en The Beatles. De meest succesvolle cover was die van Johnny Rivers, die in 1964 de tweede plaats bereikte in de Amerikaanse Billboard Hot 100.

## Versie van Chuck Berry
Memphis, Tennessee kwam uit in juni 1959 als achterkant van de single Back in the U.S.A.. De voorkant haalde de 37e plaats in de Billboard Hot 100.
De zanger belt Inlichtingen bij de telefoondienst en vraagt of ze hem kunnen helpen om in contact te komen met de kleine Marie in  Memphis, Tennessee. Ze heeft hem proberen te bellen, maar kon geen nummer achterlaten. Pas in de laatste regels wordt duidelijk dat Marie zijn zesjarige dochter is, die na een scheiding bij zijn vrouw is achtergebleven.
In de muziekfilm Go, Johnny, Go!, ook van 1959, speelt Chuck Berry drie nummers: Memphis, Tennessee, Johnny B. Goode en Little Queenie.
In het Verenigd Koninkrijk kwam Memphis, Tennessee pas in 1963 uit, weer als achterkant, deze maal van Let It Rock. Deze plaat bracht het tot de zesde plaats in de UK Singles Chart.
In 1964 bracht Chuck Berry een opvolger van het nummer uit: Little Marie. Het nummer haalde de 54e plaats in de Billboard Hot 100. Het stond ook op het album St. Louis to Liverpool uit hetzelfde jaar. In dit nummer krijgt de zanger Marie echt aan de telefoon en in de laatste twee regels vraagt zijn vrouw hem terug te komen.

## Versie van The Beatles
The Beatles waren grote fans van Chuck Berry. Al in hun begintijd namen ze het nummer in hun  repertoire op en ze brachten het vele malen live.
Memphis, Tennessee was een van de vijftien nummers die de groep op 1 januari 1962 opnam tijdens de mislukte auditie voor Decca Records. Vijf daarvan zijn opgenomen op het verzamelalbum Anthology 1 uit 1995, maar Memphis, Tennessee is daar niet bij.
The Beatles brachten het nummer vijf maal live in programma’s van de BBC-radio. Een van die uitvoeringen, die van 10 juli 1963 (uitgezonden op 30 juli), is opgenomen op de dubbel-cd Live at the BBC.
De bezetting was:
- John Lennon, zang, slaggitaar
- Paul McCartney, basgitaar
- George Harrison, sologitaar
- Ringo Starr, drums

## Versie van Elvis Presley
Elvis Presley nam het nummer twee maal op: op 27 mei 1963 en op 12 januari 1964. Die laatste versie kwam in augustus 1965 uit op het album Elvis for Everyone, een verzameling nooit eerder uitgebrachte nummers uit de periode 1954-1964.
Presley's biograaf Peter Guralnick beweert in Careless Love, het tweede deel van zijn biografie uit 1999, dat Elvis het nummer als single had willen uitbrengen, maar dat Johnny Rivers, aan wie Elvis het nummer had laten horen, het snel zelf als single had uitgebracht en daarbij zelfs Elvis' arrangement had overgenomen. Toen had het voor Presley geen zin meer om het nummer nog uit te brengen. Het verhaal is bevestigd door verschillende mensen uit Presley’s vriendenkring, maar tegengesproken door Rivers zelf én door Chuck Berry.

## Versie van Johnny Rivers
In januari 1964 opende de Whisky a Go Go, een discotheek annex nachtclub aan de Sunset Boulevard in Los Angeles, zijn deuren. Er werden niet alleen platen gedraaid, maar er traden ook artiesten live op. Op de openingsavond al speelde Johnny Rivers met een begeleidingsband. In dat jaar had hij een vast contract bij de ‘Whisky’ en ook daarna trad hij er regelmatig op. Al kort na zijn aantreden werden er opnamen gemaakt van zijn optredens. Dat resulteerde in zijn eerste album, At the Whisky à Go Go, dat in februari 1964 uitkwam. Het werd een onverwacht succes en bereikte de twaalfde plaats in de Billboard Album Top 200.
Het eerste nummer op het album was Memphis, Tennessee, onder de naam Memphis. Het werd op 30 mei 1964 als single uitgebracht en bereikte de tweede plaats in de Billboard Hot 100. Memphis(, Tennessee) behaalde ook een eerste plaats in de Duitse Musikmarkt Top 100, maar wel samen met een Duitse vertaling, gezongen door Bernd Spier.

## Andere covers
In 1963 bracht de gitarist Lonnie Mack een instrumentale versie van het nummer uit onder de titel Memphis. Het bereikte de vijfde plaats in de Billboard Hot 100. De gitaarpartij op de versie van Johnny Rivers heeft wel wat weg van Macks versie.
In het Verenigd Koninkrijk kwam ongeveer tegelijk met de versie van Chuck Berry zelf een cover van Dave Berry uit, die de 19e plaats in de UK Singles Chart haalde.
Verder zijn er nog versies van onder andere The Animals, Paul Anka, Count Basie (een instrumentale bewerking), John Cale, The Dave Clark Five, Bo Diddley, The Faces, Lester Flatt en Earl Scruggs, Al Green, The Hollies, Jan & Dean, de Nederlandse groep The Jets, Tom Jones, Jerry Lee Lewis, Mrs. Miller, Roy Orbison, Buck Owens, The Rolling Stones (tijdens een BBC-uitzending op 26 oktober 1963), Del Shannon, Izzy Stradlin, Rod Stewart, George Thorogood, Conway Twitty, The Ventures, The Walkers en Wayne Fontana and The Mindbenders.
The Mighty Sound of the South, de band van de University of Memphis, speelt Memphis, Tennessee bij iedere thuiswedstrijd van de Memphis Tigers, de sportvereniging van de universiteit, die onder andere een voetbal-, een American football-, een basketbal- en een honkbalteam heeft.